# Senotong Community
Senotong Community är en gemenskap i Lesotho.   Den ligger i distriktet Thaba-Tseka District, i den centrala delen av landet, 110 km öster om huvudstaden Maseru.